# Łącznik krzywkowy
Łącznik krzywkowy – łącznik elektryczny ręczny niskiego napięcia. Odmiana łącznika warstwowego.
Głównym elementem mechanizmu sterującego zestykami jest oś obrotowa z przymocowanymi do niej płytkami izolacyjnymi z wgłębieniami do programu łączeń. Płytki z wgłębieniami nazywane są krzywkami i od nich pochodzi nazwa łącznika. Łącznik krzywkowy składa się z kilku warstw, wewnątrz których są umieszczone mechanizmy zestyków i komory łukowe. Obracające się krzywki realizują program łączeniowy, a łuk gaszony jest za pomocą płytek dejonizacyjnych.